# Västlig hakmossa
Västlig hakmossa (Rhytidiadelphus loreus) är en bladmossart som beskrevs av Warnstorf 1906. Enligt Catalogue of Life ingår Västlig hakmossa i släktet hakmossor och familjen Hylocomiaceae, men enligt Dyntaxa är tillhörigheten istället släktet hakmossor och familjen Hylocomiaceae. Arten är reproducerande i Sverige. Inga underarter finns listade i Catalogue of Life.

## Bildgalleri

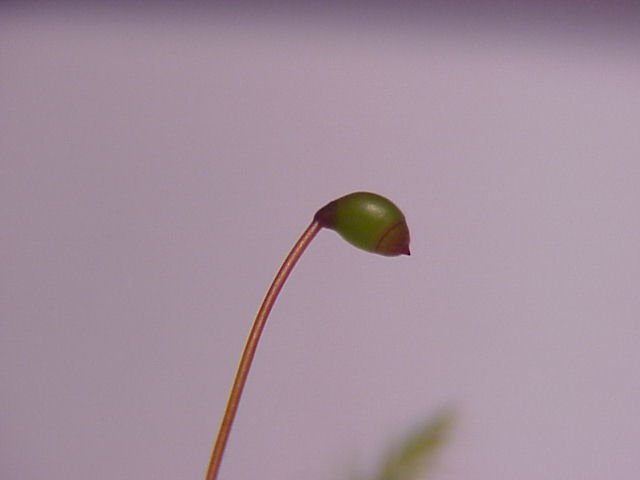